# Karimganj
Karimganj – miasto w Indiach, w stanie Asam. W 2011 roku liczyło 71 213 mieszkańców.